# Naomi Baron
Naomi S. Baron é uma linguista estadunidense conhecida por suas pesquisas sobre comunicação mediada por computador, área de que é considerada uma pioneira por seu artigo "Computer Mediated Communication as a Force in Language Change", de 1984. É professora emérita da American University.